# Park Hall
Park Hall est un stade de football à Oswestry dans le Shropshire (Angleterre).
L'équipe principale qui utilise ce stade est The New Saints qui joue dans le Championnat du pays de Galles de football.

## Équipements
Le club des New Saints joue ses matchs à domicile au stade de Park Hall, dans la ville d'Oswestry, depuis le 1er septembre 2007. Situé dans un cadre boisé, ce stade, situé sur Burma Road, à environ un kilomètre et demi du centre-ville, peut accueillir 2 000 spectateurs et compte 1 000 places assises. Le record de spectateurs s'y étant rendu remonte au 23 janvier 2005, date à laquelle 1 042 personnes ont assisté à la rencontre The New Saints-Rhyl. Un grand parking à l'entrée permet d'accueillir les véhicules. La station ferroviaire la plus proche, Gobowen, se situe à 3 kilomètres.
Lors de la saison 2010-2011, le tarif d'entrée était de 7 £ pour les adultes et 3,50 £ pour les tarifs réduits (enfants, handicapés).
Le stade abrite aujourd'hui un complexe de loisirs, nommé The Venue, qui comprend notamment des pistes de bowling, financé pour 445 000 £ par l'aide de la Football Foundation de Grande-Bretagne. Il est aujourd'hui classé 2 étoiles par la FIFA.